# Lista de monarcas alemães em 1918

Brasão de armas imperial da Alemanha.

Esta é uma lista de monarcas alemães de todos os escalões em 1918, o último ano da Primeira Guerra Mundial no ano em que a monarquia na Alemanha foi abolida. O termo Império Alemão (em alemão:  Deutsches Kaiserreich) geralmente se refere à Alemanha, desde a sua fundação como um estado unificado, em 18 de janeiro de 1871, até a abdicação de seu último cáiser, Guilherme II, em 9 de novembro de 1918. A derrota do de Guilherme II na Primeira Guerra Mundial também levou a deposições ou abdicações das maiorias dos soberanos europeus do domínio do Império Alemão. Estes incluíram o Imperador Alemão, reis, príncipes, grão-duques e duques. Estes eventos puseram fim à monarquia na Alemanha.

## Imperador e império (1918)
| Governante | Títulos                                   | Símbolos | Casa e Estado                                                       | Localização | Império Alemão 1871 – 1918 |
| ---------- | ----------------------------------------- | -------- | ------------------------------------------------------------------- | ----------- | --- |
|            | Imperador Alemão Guilherme II 1859 – 1941 |          | Casa de Hohenzollern c. Século XI – 1918 Império Alemão 1871 – 1918 |             | Reinos Prússia, Baviera, Saxônia, Württemberg. Grão-ducados Baden, Hesse, Meclemburgo-Schwerin, Meclemburgo-Strelitz, Oldemburgo, Saxe-Weimar-Eisenach. Ducados Anhalt, Brunswick, Saxe-Altemburgo, Saxe-Coburgo-Gota, Saxe-Meiningen. Principados Lippe, Reuss-Gera, Reuss-Greiz, Schaumburgo-Lippe, Schwarzburg-Rudolstadt, Schwarzburg-Sondershausen, Waldeck-Pyrmont. Cidades Livres e Hanseática (Repúblicas) Bremen, Hamburgo, Lübeck. Território imperial (Reichsland) Alsácia-Lorena. |